# Gelato

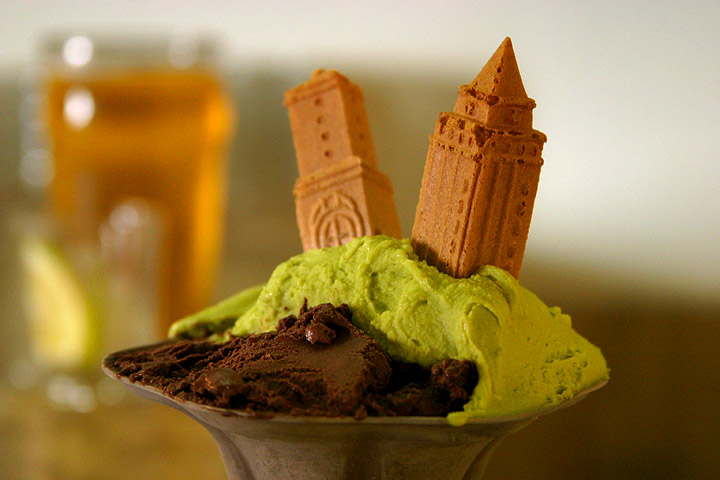
Italiensk gelato

Gelato betyder ’glass’ på italienska och syftar på all typ av glass.
På svenska används ordet gelato ibland för en viss typ av italiensk hantverksmässigt gjord glass. Den typ av glass som på svenska kallas ”gelato” innehåller sällan grädde. Den består istället av mjölk, socker och smakämnen. Gelato omrörs mycket långsammare än annan glass under infrysningsprocessen, vilket ger en mer kompakt konsistens.
Glass kom till under 1660-talet när sicilianaren Francesco Procopio dei Coltelli öppnade världens första glassbar, Café Procopé, i Paris. Glassen blev då trendig bland överklassen.
Glassbar heter i Italien gelateria. Två av Roms mest välrenommerade gelaterior är Giolitti och Gelateria della Palma, båda belägna strax norr om Pantheon. I Italien finns omkring 40 000 gelaterior (läst 2022), och gelato finns i omkring 600 smakvarianter.

## Källhänvisningar
1. ↑  ”Glasslexikon – alla olika glassorter”. Arla. https://www.arla.se/artiklar/glasslexikon/. Läst 25 februari 2023.
2. ↑  Galllary, Christine (2014-07-14): "What's the Difference Between Ice Cream and Gelato?". thekitchn.com. Läst 31 mars 2015. (engelska)
3. ↑  ”Glasshistoria i stora lass”. Bizstories. 7 juni 2022. https://www.bizstories.se/foretagen/glasshistorien-bestar-av-pinnar-splits-och-kulor/. Läst 25 juni 2022.
4. ↑  ”Vi Gillar - 8 saker du inte visste om italiensk gelato 8 saker du inte visste om italiensk gelato”. Goda Italien. 15 juni 2021. https://www.godaitalien.se/8-saker-du-inte-visste-om-italiensk-gelato/. Läst 25 juni 2022.